# Rally de Portugal de 2012
El Rally de Portugal de 2012 fue la cuarta ronda de la temporada 2012 del Campeonato Mundial de Rally. Se celebró del 29 de marzo al 1 de abril en los alrededores de Faro, en Algarve y fue también la tercera ronda del Campeonato S2000 y la primera de la Academia WRC. Incluyó veintidós tramos con una etapa especial en Lisboa.
En Portugal arrancó un nuevo campeonato llamado Rally Class, que incluye seis pruebas del calendario del mundial (Portugal, Grecia, Alemania, Francia, Italia y España) y donde los pilotos competirán con un Subaru Impreza Grupo N preparados por la empresa belga Symantech Racing y neumáticos DMACK. El creador de este campeonato es Dirk Van der Sluys y premiará al ganador con la participación gratuita en cinco rallyes para 2013 con un Subaru Impreza R4.
En los primeros compases del rally el francés Sebastien Loeb abandonó a causa de un accidente durante el tercer tramo. El galo no escuchó bien una nota de su copiloto Daniel Elena y tras un rasante volcó su Citroën DS3 WRC provocando daños en el arco de seguridad que le impidieron reengancharse a la carrera. Por su parte Jari-Matti Latvala marcó el mejor tiempo en el tercer tramo y se situó líder de la carrera al finalizar el primer día. El segundo día tanto Latvala como su compañero Petter Solberg, tuvieron que abandonar, aunque se reengancharon a la carrera con el formato Superrally, por lo que Mikko Hirvonen se puso primero y conservó la plaza hasta el final. En el tramo catorce Dani Sordo y Latvala tuvieron varios problemas y en el décimo sexto fue Solberg el que acusó varios problemas con la dirección asistida que le relevaron a la quinta plaza.
Tras la entrega de premios donde Hirvonen celebró la victoria, acompañado en el podio por Mads Østberg y Evgeny Novikov, los comisarios de carrera anunciaron la descalificación del finlandés por irregularidades en el turbo y el embrague del Citroën DS3 WRC por lo que la victoria fue finalmente para el noruego Ostberg que sumó la primera en su carrera en el mundial.

## Fafe World Rally Sprint 2012
Como novedad, la organización organizó una semana antes del rally, el Fafe World Rally Sprint 2012, un rallysprint a modo de espectáculo por el tramo Fafe-Lameirinha que incluyó el famoso salto de Fafe donde compitieron hasta trece World Rally Car. El itinerario constaba de 6.34 km sobre tierra con algo de asfalto, donde se reunieron unos 100.000 aficionados. El vencedor fue Petter Solberg que terminó con solo dos centésimas de segundo sobre Sébastien Loeb que terminó por detrás del noruego. Tercero fue Dani Sordo.

### Clasificación rallysprint
| Pos. | Piloto            | Copiloto             | Automóvil                  | Tiempo   | Diferencia |
| ---- | ----------------- | -------------------- | -------------------------- | -------- | ---------- |
| 1.   | Petter Solberg    | Chris Patterson      | Ford Fiesta RS WRC         | 3:42.144 | -          |
| 2.   | Sébastien Loeb    | Daniel Elena         | Citroën DS3 WRC            | 3:42.1   | +0.02      |
| 3.   | Dani Sordo        | Carlos del Barrio    | Mini John Cooper Works WRC | 3:44.5   | +2.4       |
| 4.   | Nasser Al-Attiyah | Giovanni Bernacchini | Citroën DS3 WRC            | 3:45.7   | +3.6       |
| 5.   | Ott Tanak         | Kuldar Sikk          | Ford Fiesta RS WRC         | 3:48.7   | +6.6       |
| 6.   | Armindo Araujo    | Miguel Ramalho       | Mini John Cooper Works WRC | 3:50.1   | +8.0       |

- Refer.[15]

## Itinerario y ganadores
| Día                 | Tramo | Hora  | Nombre                 | Distancia | Ganador            | Tiempo            | Vel. media        | Líder rally        |
| ------------------- | ----- | ----- | ---------------------- | --------- | ------------------ | ----------------- | ----------------- | ------------------ |
| Día 1 29 de marzo   | SS1   | 15:00 | SSS Lisboa             | 3.27 km   | Petter Solberg     | 2:57.1            | 66.47 km/h        | Petter Solberg     |
| Día 1 29 de marzo   | SS2   | 20:19 | Gomes Aires            | 10.19 km  | Petter Solberg     | 6:38.1            | 92.15 km/h        | Petter Solberg     |
| Día 1 29 de marzo   | SS3   | 20:49 | Santa Clara            | 14.29 km  | Jari-Matti Latvala | 8:34.4            | 100.01 km/h       | Jari-Matti Latvala |
| Día 1 29 de marzo   | SS4   | 21:25 | Ourique                | 11.10 km  | Ott Tänak          | 6:45.5            | 98.55 km/h        | Jari-Matti Latvala |
| Día 2 30 de marzo   | SS5   | 12:01 | Tavira 1               | 25.01 km  | Dani Sordo         | 17:55.3           | 83.73 km/h        | Petter Solberg     |
| Día 2 30 de marzo   | SS6   | 12:36 | Alcarias 1             | 25.15 km  | Dani Sordo         | 20:14.7           | 74.54 km/h        | Mikko Hirvonen     |
| Día 2 30 de marzo   | SS7   | 13:28 | S. Brás de Alportel 1  | 16.18 km  | Dani Sordo         | 13:11.7           | 73.57 km/h        | Mikko Hirvonen     |
| Día 2 30 de marzo   | SS8   | 15:56 | Tavira 2               | 25.01 km  | Tramos cancelados  | Tramos cancelados | Tramos cancelados | Mikko Hirvonen     |
| Día 2 30 de marzo   | SS9   | 16:31 | Alcarias 2             | 25.15 km  | Tramos cancelados  | Tramos cancelados | Tramos cancelados | Mikko Hirvonen     |
| Día 2 30 de marzo   | SS10  | 17:23 | S. Brás de Alportel 2  | 16.18 km  | Tramos cancelados  | Tramos cancelados | Tramos cancelados | Mikko Hirvonen     |
| Día 3 (31 de marzo) | SS11  | 09:49 | Almodovar 1            | 26.22 km  | Dani Sordo         | 16:30.8           | 95.27 km/h        | Mikko Hirvonen     |
| Día 3 (31 de marzo) | SS12  | 10:43 | Vascao 1               | 25.29 km  | Petter Solberg     | 17:03.5           | 88.95 km/h        | Mikko Hirvonen     |
| Día 3 (31 de marzo) | SS13  | 11:33 | Loulé 1                | 22.57 km  | Petter Solberg     | 15:49.7           | 85.56 km/h        | Mikko Hirvonen     |
| Día 3 (31 de marzo) | SS14  | 14:39 | Almodovar 2            | 26.22 km  | Petter Solberg     | 16:06.9           | 97.62 km/h        | Mikko Hirvonen     |
| Día 3 (31 de marzo) | SS15  | 15:33 | Vascao 2               | 25.29 km  | Petter Solberg     | 16:16.5           | 93.24 km/h        | Mikko Hirvonen     |
| Día 3 (31 de marzo) | SS16  | 16:23 | Loulé 2                | 22.57 km  | Dani Sordo         | 15:25.0           | 87.84 km/h        | Mikko Hirvonen     |
| Día 4 (1 de abril)  | SS17  | 07:59 | Silves 1               | 21.42 km  | Jari-Matti Latvala | 12:01.2           | 106.92 km/h       | Mikko Hirvonen     |
| Día 4 (1 de abril)  | SS18  | 08:52 | Santana de Serra 1     | 31.04 km  | Jari-Matti Latvala | 22:48.0           | 81.68 km/h        | Mikko Hirvonen     |
| Día 4 (1 de abril)  | SS19  | 09:42 | Sambro 1               | 5.08 km   | Petter Solberg     | 3:09.2            | 96.66 km/h        | Mikko Hirvonen     |
| Día 4 (1 de abril)  | SS20  | 12:23 | Silves 2               | 21.42 km  | Petter Solberg     | 12:05.2           | 106.33 km/h       | Mikko Hirvonen     |
| Día 4 (1 de abril)  | SS21  | 13:16 | Santana de Serra 2     | 31.04 km  | Jari-Matti Latvala | 22:54.1           | 81.32 km/h        | Mikko Hirvonen     |
| Día 4 (1 de abril)  | SS22  | 14:10 | Sambro 2 (Power stage) | 5.08 km   | Dani Sordo         | 3:10.4            | 96.05 km/h        | Mikko Hirvonen     |

### Power Stage
| Pos. | Piloto             | Tiempo   | Difer. | Veloc. media | Puntos |
| ---- | ------------------ | -------- | ------ | ------------ | ------ |
| 1    | Dani Sordo         | 3:10.473 | 0.000  | 96.1 km/h    | 3      |
| 2    | Jari-Matti Latvala | 3:10.747 | +0.274 | 95.9 km/h    | 2      |
| 3    | Ott Tänak          | 3:12.569 | +2.096 | 95.0 km/h    | 1      |

## Clasificación final
| Pos.         | Piloto                    | Copiloto               | Automóvil                        | Tiempo         | Diferencia | Puntos  |
| General      | General                   | General                | General                          | General        | General    | General |
| ------------ | ------------------------- | ---------------------- | -------------------------------- | -------------- | ---------- | ------- |
| 1.           | Mads Østberg              | Jonas Andersson        | Ford Fiesta RS WRC               | 4:21:16.1      | 0.0        | 25      |
| 2.           | Evgeny Novikov            | Denis Giraudet         | Ford Fiesta RS WRC               | 4:22:49.3      | 1:33.2     | 18      |
| 3.           | Petter Solberg            | Chris Patterson        | Ford Fiesta RS WRC               | 4:23:11.7      | 1:55.6     | 15      |
| 4.           | Nasser Al-Attiyah         | Giovanni Bernacchini   | Citroën DS3 WRC                  | 4:27:21.9      | 6:05.8     | 12      |
| 5.           | Martin Prokop             | Zdeněk Hrůza           | Ford Fiesta RS WRC               | 4:27:25.3      | 6:09.2     | 10      |
| 6.           | Dennis Kuipers            | Robin Buysmans         | Ford Fiesta RS WRC               | 4:28:03.4      | 6:47.3     | 8       |
| 7.           | Sébastien Ogier           | Julien Ingrassia       | Škoda Fabia S2000                | 4:28:25.1      | 7:09.0     | 6       |
| 8.           | Thierry Neuville          | Nicolas Gilsoul        | Citroën DS3 WRC                  | 4:29:54.0      | 8:37.9     | 4       |
| 9.           | Jari Ketomaa              | Mika Stenberg          | Ford Fiesta RS WRC               | 4:31:08.9      | 9:52.8     | 2       |
| 10.          | Peter van Merksteijn, Jr. | Eddy Chevaillier       | Citroën DS3 WRC                  | 4:31:27.1      | 10:11.0    | 1       |
| SWRC         |                           |                        |                                  |                |            |         |
| 1.(16.)      | Hayden Paddon             | John Kennard           | Škoda Fabia S2000                | 4:49:41.2      | 0.0        | 25      |
| 2.(17.)      | Maciej Oleksowicz         | Andrzej Obrebowski     | Ford Fiesta S2000                | 4:54:43.5      | 5:02.3     | 18      |
| 3.(18.)      | Pedro Meireles            | Mário Castro           | Mitsubishi Lancer Evolution X R4 | 4:58:31.5      | 8:50.3     | 15      |
| Academia WRC |                           |                        |                                  |                |            |         |
| 1. ()        | Alastair Fisher           | Daniel Barritt         | Ford Fiesta R2                   | 2:32:02.9      | 0.0        |         |
| 2. ()        | Brendan Reeves            | Rhianon Smyth          | Ford Fiesta R2                   | 2:32:43.2      | +40.3      |         |
| 3. ()        | Pontus Tidemand           | Stig Rune Skjaermoen   | Ford Fiesta R2                   | 2:34:08.6 0:10 | +2:05.7    |         |
| 4. ()        | Jan van der Marel         | Erwin Berkhof          | Ford Fiesta R2                   | 2:37:07.9      | +5:05.0    |         |
| 5. ()        | José Antonio Suárez       | Cándido Carrera        | Ford Fiesta R2                   | 2:39:37.4      | +7:34.5    |         |
| 6. ()        | Fredik Ahlin              | Morten Erik Abrahamsen | Ford Fiesta R2                   | 2:42:19.6      | +10:16.7   |         |
| 7. ()        | Elfyn Evans               | Phil Pugh              | Ford Fiesta R2                   | 2:47:58.2      | +15:55.3   |         |
| 8. ()        | João Silva                | José Janela            | Ford Fiesta R2                   | 2:49:17.7 0:50 | +17:14.8   |         |
| 9. ()        | John MacCrone             | Stuart Loudon          | Ford Fiesta R2                   | 2:52:01.9      | +19:59.0   |         |